# Piazza Sant'Ambrogio
Piazza Sant'Ambrogio è una piazza di Milano, sviluppata tra via Giosuè Carducci, via San Vittore, via Lanzone, l'Università Cattolica del Sacro Cuore, via Santa Valeria e le vie Sant'Agnese e di Terraggio.

## Monumenti e luoghi d'interesse

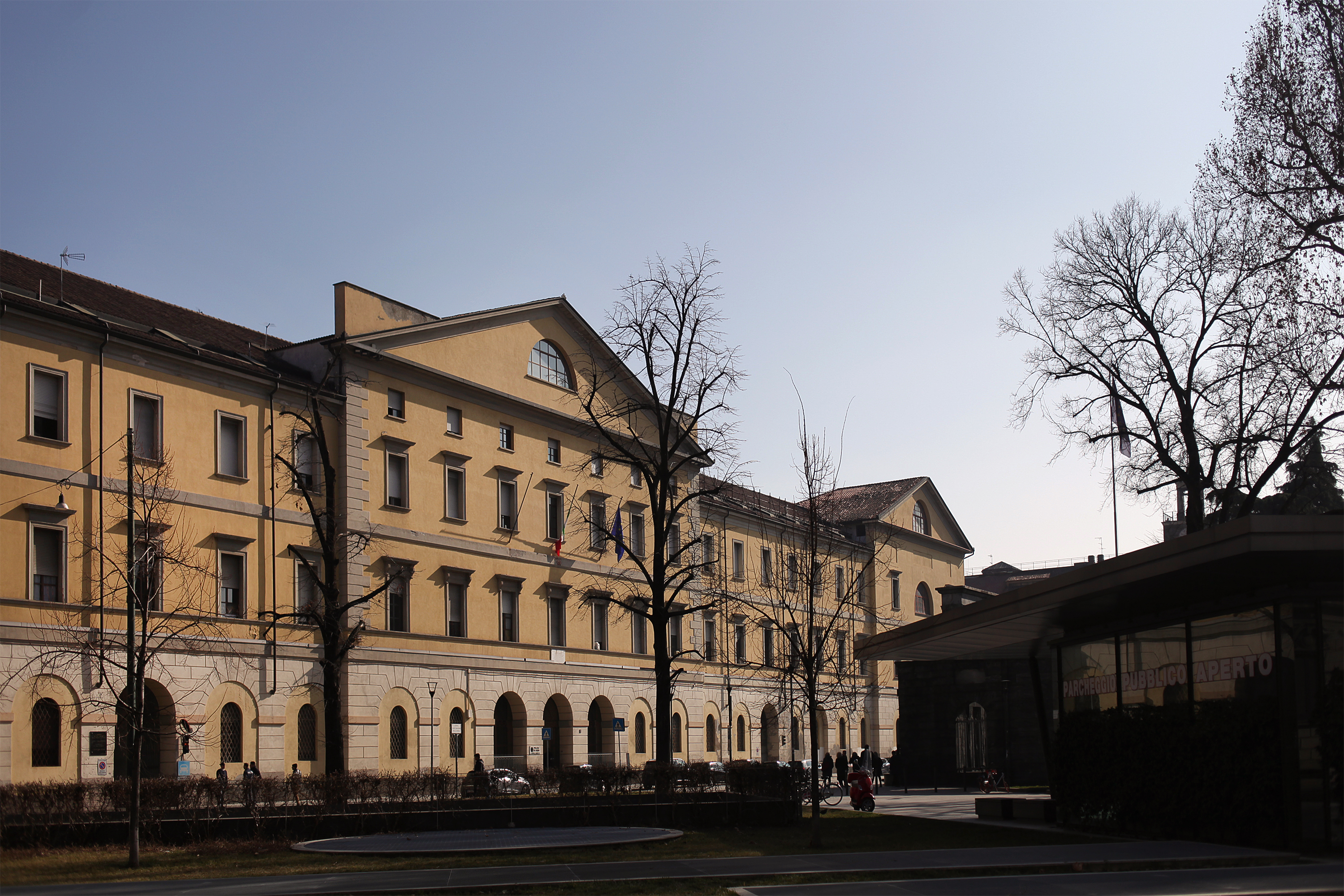
La caserma Garibaldi

- Basilica di Sant'Ambrogio, da cui la piazza trae il nome;
- Sacrario dei Caduti milanesi, costruito su progetto dell'architetto Giovanni Muzio, inaugurato il 4 novembre 1928 in memoria dei caduti per il decennale di Vittorio Veneto. Successivamente ornato con effigie bronzea di Sant'Ambrogio modellata da Adolfo Wildt;
- la Pusterla di Sant'Ambrogio, eretta dopo la rovina del Barbarossa, infilava il rettilineo per la Chiesa di San Vittore al Corpo. Nel 1937 venne restaurata per opera della Sovrintendenza ai monumenti. Nel 1943 fu pesantemente danneggiata dai bombardamenti. In seguito, l'antiquario Giovanni Giorgetti riuscì nell'intento di allestirvi un museo delle armi, che ebbe però breve durata. Nel 1989 venne aperto un museo delle torture, seguito da una esposizione di ragni e serpenti, per poi spegnersi ogni attività;
- la colonna del Diavolo, che presenta due fori che, secondo la tradizione milanese, furono il risultato di una lotta tra Sant'Ambrogio e il diavolo;
- l'Università Cattolica del Sacro Cuore;
- l'attuale Caserma Garibaldi della Polizia di Stato, progettata da Gerolamo Rossi nel 1807 e conclusa da Giovanni Voghera nel 1843, diventando la Caserma dei Veliti Reali. La sua costruzione ha "inghiottito" l'intero convento dei francescani, risalente al XIV secolo e dedicato per l'appunto a San Francesco. Al suo interno, nella chiesa di San Francesco Grande, la Confraternita della concezione finanziò nel 1483 un'ancona d'altare, scolpita e dipinta, con al centro la "Vergine delle rocce" di Leonardo da Vinci. In seguito, il dipinto andò in possesso agli eredi della Confraternita ma venne trascurato, fino ad essere svenduto ad un collezionista inglese. Oggi è pertanto esposto alla National Gallery di Londra;
- Casa Caccia Dominioni, costruita dal 1947 al 1949 su progetto di Luigi Caccia Dominioni.

Nelle vicinanze: 	
- il cinema Gnomo (sospeso da dicembre 2012); all'origine aveva una programmazione per un pubblico di ragazzi[1].
- il Museo nazionale della scienza e della tecnologia Leonardo da Vinci;
- via Sant'Agnese, così chiamata perché vi sorse, dal 1469 al 1798, un convento di monache.[2]

## Cantiere e riqualificazione

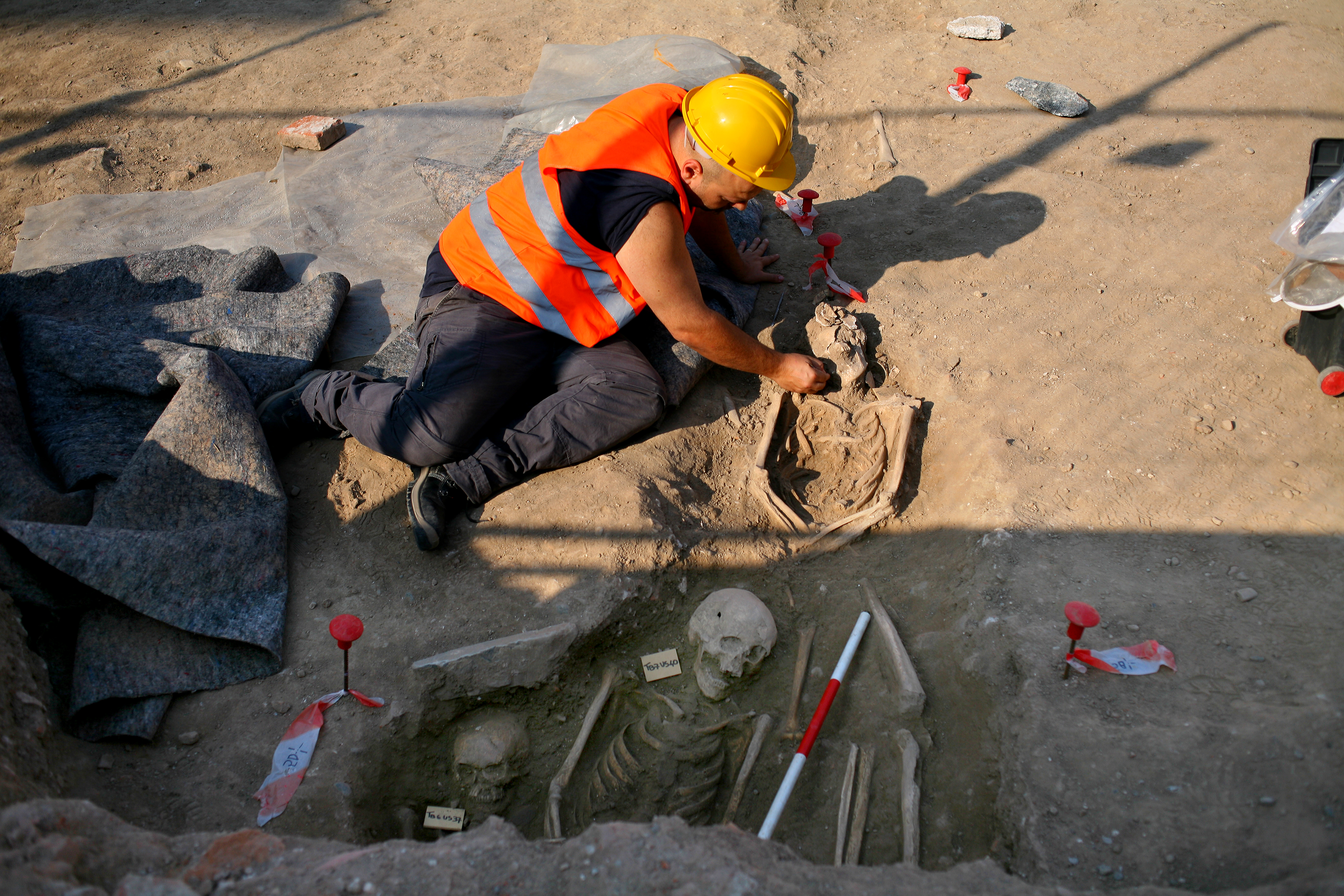
Ritrovamenti di tombe paleocristane di fronte alla Basilica di Sant'Ambrogio nell'estate 2018

Inserito nel Piano Urbano Parcheggi del 1985, il progetto definitivo è stato approvato nel 2000 e porterà alla realizzazione di un nuovo parcheggio sotterraneo e di un corso pedonale. Da alcuni anni è stato allestito il cantiere e sono cominciati i lavori, sebbene con ripetute sospensioni.
Nell'autunno 2009 il cantiere era stato temporaneamente sospeso a causa dei rilievi archeologici rinvenuti nel corso degli scavi. A gennaio 2010, sotto la direzione dell'architetto Alberto Artioli, il progetto viene definitivamente approvato.. Nel 2010 l'allora assessore ai lavori pubblici e alle infrastrutture del Comune di Milano, Bruno Simini, assicura che in tre anni la piazza e il parcheggio saranno completati: una struttura di cinque piani per un totale di 581 nuovi parcheggi, di cui 347 per i residenti (su tre piani) e 234 pubblici (su due piani), oltre a 70 posti per le moto.
I lavori, il cui completamento era previsto per novembre 2013, sono terminati nel 2014.

## Galleria d'immagini

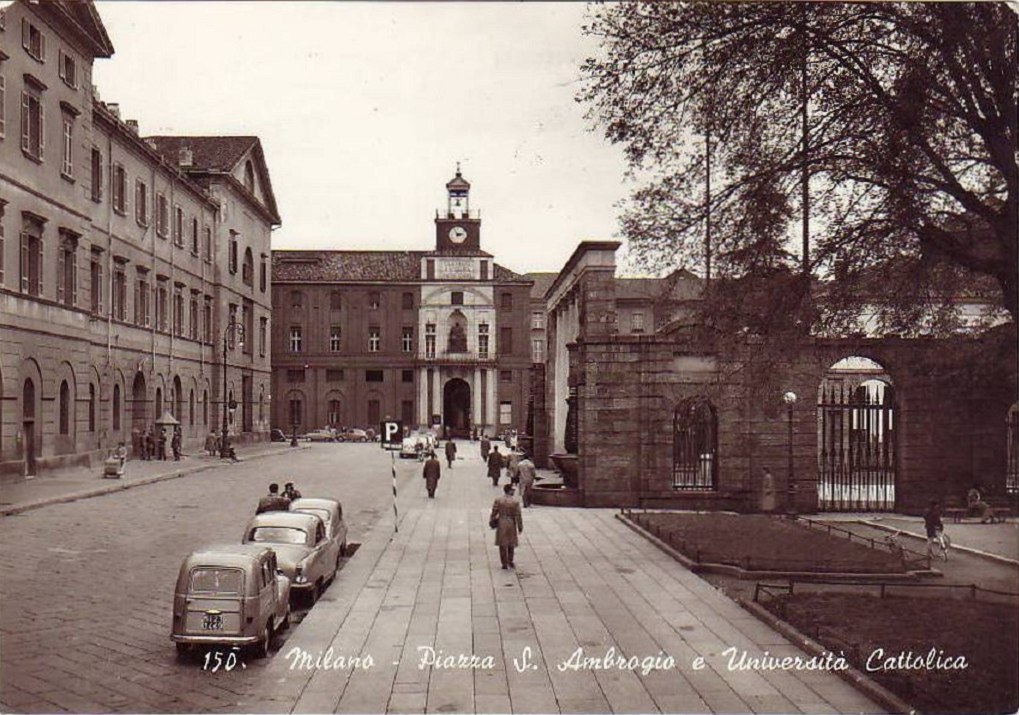
Piazza Sant'Ambrogio e la Caserma Garibaldi in una veduta degli anni quaranta
Piazza Sant'Ambrogio e la Caserma Garibaldi in una veduta degli cinquanta
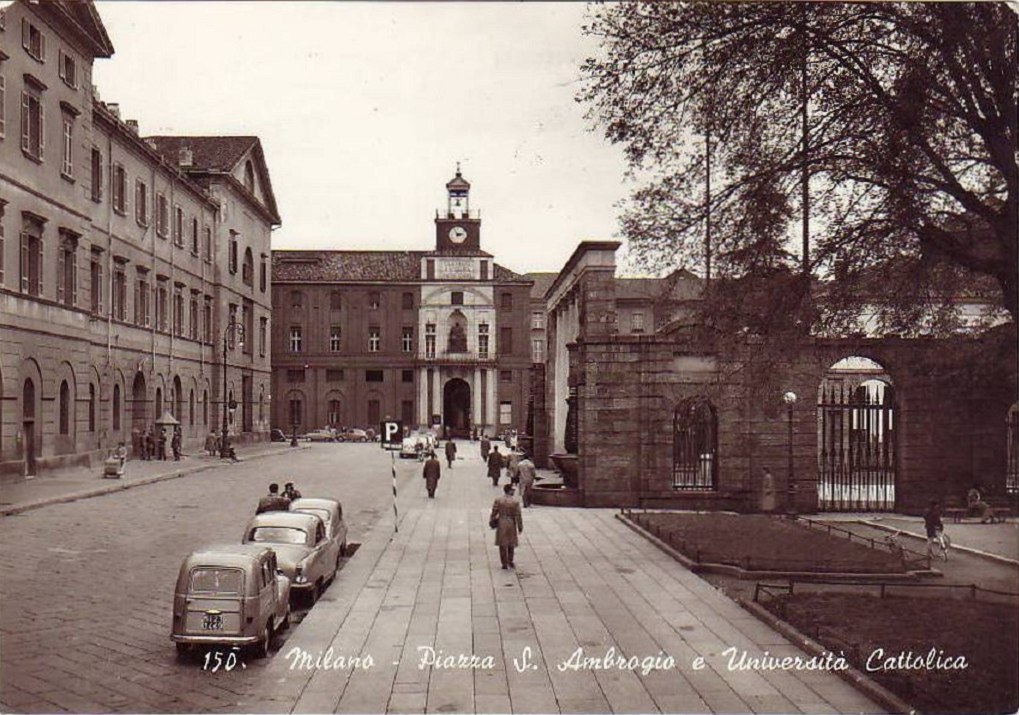
Piazza Sant'Ambrogio, la Caserma Garibaldi e la Cattolica negli anni cinquanta